# Juliette Roudet
Juliette Roudet (nacida el 14 de marzo de 1981 en Francia) es una bailarina y actriz de cine y televisión francesa.

## Biografía
Se formó en el Conservatorio Nacional Superior de Música y Danza de París y luego en el Centro Nacional de Danza Contemporánea. Llegó a formar parte del cuerpo de bailarines de las compañías L'Esquisse y Fata Morgana.
Fue la representante de Francia en 1999 en el Festival de Eurovisión de Jóvenes Bailarines.
En 2003 ingresó al Conservatorio Nacional de Arte Dramático en París, donde estudió y trabajó con actores de la talla de Andrzej Seweryn, Daniel Mesguich, Michel Fau, Dominique Valadie, Muriel Mayette, Lukas Hemleb, Caroline Marcadé y Árpád Schilling.
Comenzó su carrera como actriz en 2003 con el telefilme Family Trial, donde interpretó al personaje de Garance. Se dio a conocer al público en general en 2005, con la película Au suivant!, donde daba vida al personaje de Lucille, la asistente de la protagonista principal, Jo (Alexandra Lamy).
Empezó teniendo un papel secundario en la serie de TF1 Profilage a partir de su cuarta temporada, emitida en 2013, interpretando a una joven e introvertida criminóloga llamada Adèle Delettre, con un oscuro pasado. Su personaje comenzó a coger más peso durante las temporadas 5 y 6, descubriéndose que tenía una hermana gemela (a la que también interpreta) llamada Camille Delettre. Tras la partida de la actriz Odile Vuillemin de la serie, que dejaba el papel de Chloé Saint-Laurent, Juliette Roudet cogía su relevo como la principal criminóloga del departamento.
En noviembre de 2017, se reveló que la actriz dio a luz a un niño, lo que demoraba el rodaje de la novena temporada de Profilage. En septiembre de 2018 se anunció que Juliette Roudet abandonaba Profilage al término de dicha temporada para dedicarse a nuevos proyectos.
Desde septiembre de 2016 compagina sus trabajos como actriz con el de profesora de baile del Conservatorio Nacional Superior de Arte Dramático de París.

## Filmografía

### Cine
- 2005: Au suivant!
- 2009: Bella, la guerre et le soldat
- 2010: Les Méchantes

### Televisión
- 2003: Procès de famille
- 2004: À cran deux ans après
- 2005: Engrenages
- 2010: Les Vivants et les Morts
- 2013 - 2018: Profilage